# Ogden, North Carolina
Ogden är en census-designated place i New Hanover County i North Carolina. Vid 2010 års folkräkning hade Ogden 6 766 invånare.